# Un drôle de mariage
Pour plus de détails, voir Fiche technique et Distribution.
Un drôle de mariage (Különös házasság) est un film hongrois réalisé par Márton Keleti, sorti en 1951.

## Fiche technique
- Titre : Un drôle de mariage
- Titre original : Különös házasság
- Réalisation : Márton Keleti
- Scénario : Gyula Háy d'après le roman de Kálmán Mikszáth
- Musique : Ferenc Szabó
- Photographie : Barnabás Hegyi
- Montage : Sándor Zákonyi
- Société de production : Magyar Filmgyártó Nemzeti Vállalat
- Pays :  Hongrie
- Genre : Drame
- Durée : 112 minutes
- Dates de sortie : 
  -  Hongrie : 18 février 1951

## Distribution
- Gyula Benkő : le comte Párdányi Buttler János
- Miklós Gábor : Bernáth Zsiga
- Lajos Rajczy : la baron Dõry István
- Hédi Temessy : Mária, la fille du baron Dõry
- Sándor Tompa : Horváth Miklós
- Éva Örkényi : Piroska, la fille de Horváth
- Artúr Somlay : l'archevêque Fischer
- Sándor Pécsi : le docteur Medve Ignác
- Sándor Szabó : le vicaire Szucsinka
- Tamás Major : le jésuite
- Hilda Gobbi : Mme. Szimácsi
- Tivadar Uray : le shérif Fáy István
- Gábor Rajnay : l'avocat Pereviczky
- László Kemény : le professeur Kövy
- József Bihari : Csõsz

## Distinctions
Le film a été présenté en sélection officielle en compétition au Festival de Cannes 1951.